# Clément Carbon

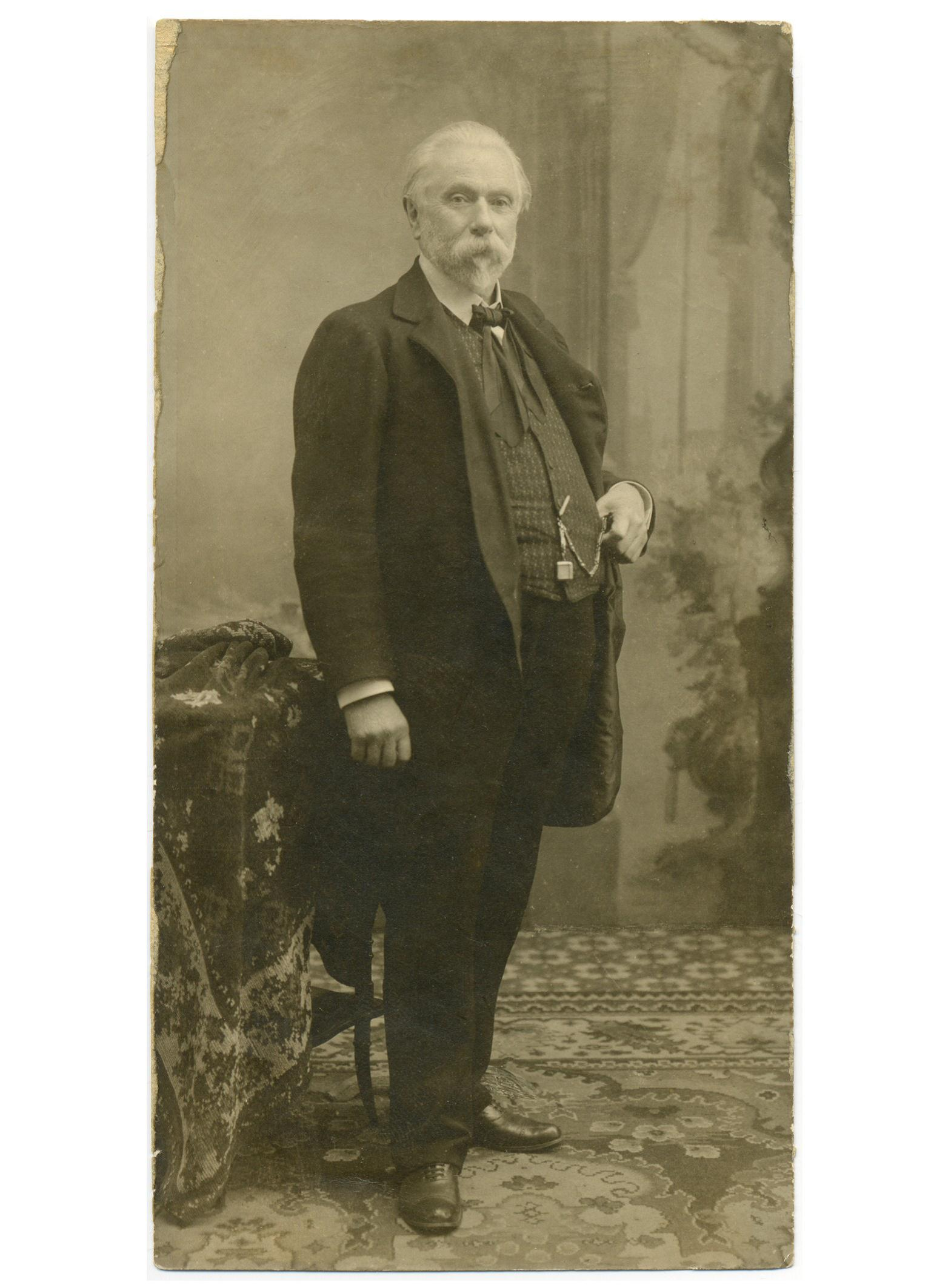
Clément Carbon

Clément Carbon (Gits, 8 augustus 1835 - Sint-Jans-Molenbeek 27 augustus 1907) was een Belgisch beeldhouwer en kunstschilder. 

## Biografie
Clément (Clemens) Carbon bracht zijn jeugd in armoede door. Met steun van de notabelen van het dorp Gits volgde hij een opleiding aan de Academie voor Bouw- en Tekenkunde in Roeselare en later aan de Koninklijke Academie voor Schone Kunsten in Antwerpen. Carbon behaalde in 1864 de tweede prijs van de Belgische Prijs van Rome met het bas-reliëf Priamus smeekt Achilleus om het lijk van zijn zoon Hektor (winnaar was dat jaar Frans Deckers). Het werk van Carbon werd voor 200 frank aangekocht door de Roeselaarse gemeenteraad. De tweede prijs leverde hem ook een studiebeurs op om door Italië te reizen.

In 1867 huwde hij te Roeselare met Theresia-Virginia Laigneil (Roeselare 6 sept. 1845 - Kortrijk 22 sept. 1939). Zijn dochter Paulina huwde met de architect Jozef Viérin.
Hij vestigde zich in Roeselare waar hij aan de plaatselijke Academie werkzaam was. Hij had er ook een atelier waar religieuze kunst werd gemaakt in neo-gotische stijl. Jules Lagae die in 1888 de Romeprijs won, was een leerling van hem, net als Karel Dupon en Josué Dupon en Pieter Boncquet. In 1893 verhuisde hij naar Sint-Jans-Molenbeek, waar hij ook overleed in 1907. Tijdens zijn Roeselaarse periode vernieuwde hij praktisch het volledige interieur en kerkmeubilair van Gits. Hij was ook actief als restaurateur, onder meer van de preekstoel in de Sint-Michielskerk te Roeselare. Hij waagde zich ook aan de schilderkunst. Zijn stijl behoort tot de neogotiek. Toen deze stijl uit de mode raakte, raakte veel zijn werk in de vergetelheid en raakte het verloren.
Clément Carbon raakte in de vergetelheid tot het Davidsfonds in Gits, de gemeente Hooglede en de Heemkring Aubert-Tillo van Biervliet in 2011 met het project 'In de voetsporen van Clément Carbon' hem herdachten. In het stadhuis van Roeselare is nog zijn ontwerp voor het standbeeld van Jan Breydel en Pieter De Coninck uit 1877 terug te vinden. Het was een ontwerp voor het standbeeld op de Grote Markt van Brugge, maar Carbon won die wedstrijd niet.

## Realisaties
In de Onze-Lieve-Vrouw en Sint-Stephanuskerk in Dentergem zorgde hij in 1872 voor
- het eiken koor aan de noord- en zuidzijde met in de nissen van de rug de HH. Margareta-Maria Alacoque, Barbara, O.-L.-Vrouw van de Scapulier, de HH. Coleta en Juliana, de HH. Norbertus, Petrus, Stefanus, Paulus en Antonius van Padua.
- In 1875 voor de eiken neogotische communiebank met 22 panelen, waarvan zes de Toonbroden, Paaslam, Laatste Avondmaal, Vermenigvuldiging der Broden en der Vissen, Mannaregen en Offer van Melchisedek.
- In 1879 voor de eiken neogotische preekstoel met onder de kuip de H. Johannes de Doper en op de drie panelen van de kuip de Prediking van Jezus. Op de hoeken bevinden zich de HH. Eligius, Norbertus, Augustinus van Hippo en een heilige deels in bisschopsornaat, deels in wapenrusting, met een bundel korenaren in de handen (Donatius?). In de nis van het torenvormig klankbord is een beeld van O.-L.-Vrouw met Kind en op de trapstijlen beeldjes van de Evangelisten met hun attribuut. Op de rugzijde bevinden zich wapenschildjes.